# Мейберрі Тауншип (округ Монтур, Пенсільванія)
Мейберрі Тауншип (англ. Mayberry Township) — селище (англ. township) в США, в окрузі Монтур штату Пенсільванія. Населення — 232 особи (2020).

## Демографія
Згідно з переписом 2010 року, у селищі мешкало 250 осіб у 106 домогосподарствах у складі 71 родини. Було 123 помешкання
Расовий склад населення:
| - 93,2 % — білих - 3,6 % — чорних або афроамериканців |

До двох чи більше рас належало 2,8 %. Частка іспаномовних становила 2,4 % від усіх жителів.
За віковим діапазоном населення розподілялося таким чином: 20,4 % — особи молодші 18 років, 65,6 % — особи у віці 18—64 років, 14,0 % — особи у віці 65 років та старші. Медіана віку мешканця становила 46,3 року. На 100 осіб жіночої статі у селищі припадало 106,6 чоловіків;  на 100 жінок у віці від 18 років та старших — 103,1 чоловіків також старших 18 років.
Середній дохід на одне домашнє господарство  становив 90 398 доларів США (медіана — 59 688), а середній дохід на одну сім'ю — 109 897 доларів (медіана — 81 250). Медіана доходів становила 54 821 долар для чоловіків та 58 750 доларів для жінок. За межею бідності перебувало 7,0 % осіб, у тому числі 15,2 % дітей у віці до 18 років та 6,3 % осіб у віці 65 років та старших.
Цивільне працевлаштоване населення становило 135 осіб. Основні галузі зайнятості: освіта, охорона здоров'я та соціальна допомога — 51,1 %, будівництво — 7,4 %, роздрібна торгівля — 6,7 %.